# Rebecca Balding
 (janvier 2011).
Si vous disposez d'ouvrages ou d'articles de référence ou si vous connaissez des sites web de qualité traitant du thème abordé ici, merci de compléter l'article en donnant les références utiles à sa vérifiabilité et en les liant à la section « Notes et références ».
Pour les articles homonymes, voir Balding.
Rebecca Balding est une actrice américaine née le 21 septembre 1948 à Little Rock dans l'Arkansas et morte le 18 juillet 2022 à Park City dans l'Utah,.

## Biographie

### Carrière
Rebecca Balding a une longue liste de films et de séries télévisées à son actif. Parmi ces derniers, elle est particulièrement connue pour son rôle d'Elise Rothman, la directrice du journal et patron de Phoebe, dans la série télévisée Charmed. Rebecca Balding est également connue pour son rôle de Carol David dans Soap, figurant dans 18 épisodes de 1978 à 1980.
Rebecca Balding a fréquenté l'Université du Kansas.

### Vie privée
Elle est mariée au producteur et réalisateur James L. Conway[Quand ?].
Elle meurt le 18 juillet 2022 des suites d'un cancer de l'ovaire,.

## Filmographie

### Cinéma
- 1979 : Le Silence qui tue : Scotty Parker
- 1981 : The Boogens : Trish Michaels
- 1983 : Kiss My Grits : Doris Ann
- 2005 : Yesterday's Dream : Mrs. Woodward

### Télévision
- 1976 : Starsky et Hutch : Perkowitz
- 1976 : Super Jaimie : Parker
- 1977 : Lou Grant : Carla Mardigian
- 1977 : Deadly Game (téléfilm) : Amy Franklin
- 1977 : The Gathering (téléfilm) : Julie
- 1978 : Starsky et Hutch : Mickie Marra
- 1978 : Barnabay Jones : Maggie Revell
- 1978 : 200 dollars plus les frais : Carol Lansing
- 1978--1980 : Soap : Carol David (19 épisodes)
- 1979 : Terreur à bord (mini-série) : Harriet Kleinfeld
- 1979 : Makin'It : Corky Crandall
- 1979 : Supertrain : Ellen Bradford
- 1979 : Insight : Gally
- 1979 : The Gathering, Part II (téléfilm) : Julie
- 1980 : Mr. and Mrs. and Mr. (téléfilm) : Widow
- 1981 : I'm a big girl now : Judy
- 1983 : Cagney et Lacey : Sonia Maltese
- 1983 : Hôtel (saison 1 épisode 6) : Penny Domenico
- 1983 : Matt Houston : Nan Kimball
- 1984 : Matt Houston : Sarah
- 1984 : Allô Nelly Bobo : Wendy
- 1984 : The Mississippi : Deborah
- 1984 : Sacrée Famille : Karen Banks
- 1985 : MacGruder and Loud : Sandy
- 1985 : Brothers : Janey Waters
- 1985 : Trapper John, M.D. : Anna Tinker
- 1986 : L'homme qui tombe à pic : Sandra Andrews
- 1987 : Our House : Gale Witherspoon
- 1987 : MacGyver : Susan Walker
- 1989 : The Robert Guillaume Show : Jenny
- 1989-1990 : Le cavalier solitaire : Mary McBride (rôle récurrent)
- 1990 : Free Spirit : Meg Snyder
- 1990 : Femmes d'affaires et dames de cœur : Melinda
- 1992 : Enquête privée : Karen Turner
- 1993 : Papa bricole : Leslie Morrison
- 1995 : University Hospital : Nancy Reynolds
- 1996 : Sept à la maison : Ellen Jackson
- 1997 : Beverly Hills 90210 : Jill Abernathy
- 1998 : Charmed, saison 1 épisode 7 : Tante Jackie
- 1998 : Melrose Place : Nora Larner
- 1998 : Beyond Belief : Fact or Fiction
- 1999 : La croisière s'amuse, nouvelle vague : Ms. Leigh
- 2000 : Urgences : Ms. Garvey
- 2002--2006 : Charmed : Elise Rothman (22 épisodes)